# Бронепоезда типа «Хунхуз»
Бронепоезда (БП, бепо) типа «Хунхуз» — одни из самых известных типов бронепоездов Русской императорской Армии Первой мировой войны, построены четыре бронепоезда типа 2-й Заамурской железнодорожной бригады или «генеральского типа», иногда называемых типа «Хунхуз» или Хунхуз.

## История

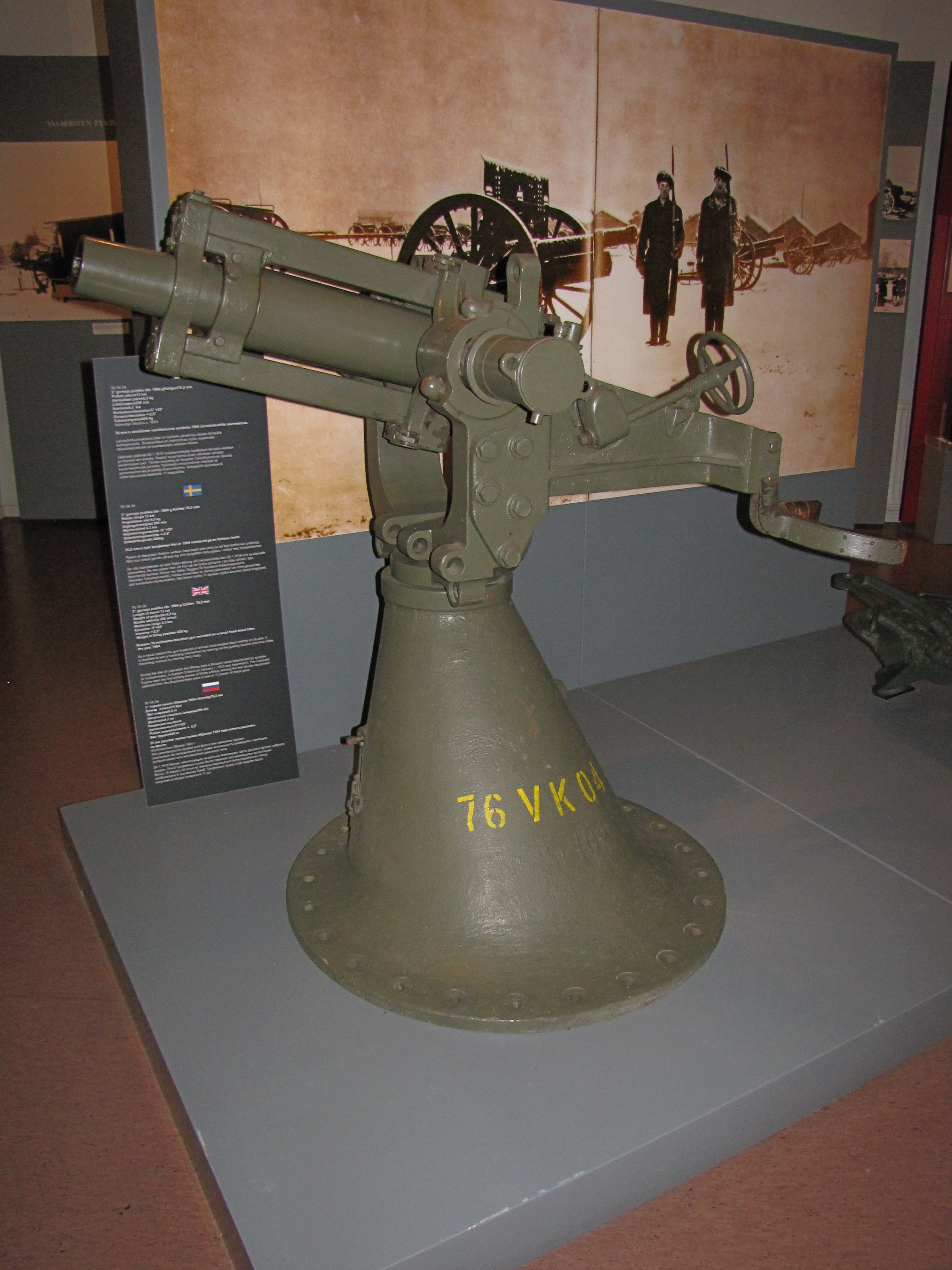
76-мм горная пушка обр. 1904 года на тумбовом станке (музей Хамеенлинна)

После начала Первой мировой войны создание новых бронепоездов начато в Австро-Венгрии, Германии и России.
В начале войны в августе 1914 года в мастерских 9-го железнодорожного батальона железнодорожных войск Русской императорской Армии завершилось строительство первого бронепоезда из бронепаровоза и четырёх бронеплощадок. Вооружен он был четырьмя трёхдюймовыми (76,2-мм) горными пушками и восемью пулеметами.
Уже в начале 1915 года бронепоезд отправили на фронт, где ситуация для русской армии сложилась не лучшая. Катастрофа в Восточной Пруссии лишила Россию многих полков, а перенос Германией центра тяжести усилий на восточный фронт поставил её в тяжелое положение.
Преимущество германской армии в тяжелой артиллерии русское командование пыталось компенсировать новациями, вроде бронепоездов, которые позволяли осуществлять быстрый манёвр артиллерией с одного участка фронта на другой.
За первым составом вскоре последовал второй, появились и новые проекты, предлагавшие более совершенные конструкции. Воплощены в металле два из них — генерал-майора М. В. Колобова и инженера Балля.

## Проектирование и постройка

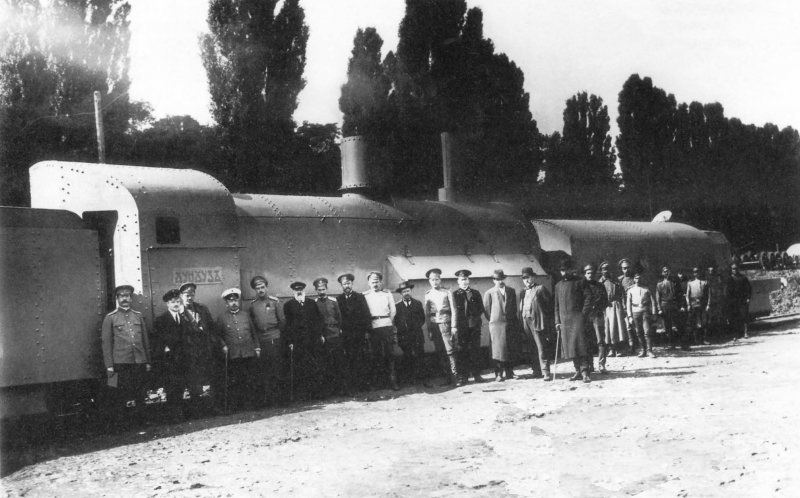
Бепо «Хунхуз», локомотив и броневагон. Киев, 1.09.1915

Бронепоезда типа 2-й Заамурской железнодорожной бригады или типа «Хунхуз» (название бандитов в Маньчжурии, где до 1914 года несла службу 2-я Заамурская железнодорожная бригада, будучи ещё 2-й Заамурской пограничной железнодорожной бригадой) — «Хунхуз», № 2, 3 и 5 разработаны в конце июня 1915 года командиром 2-й Заамурской железнодорожной бригады генерал-майором Колобовым и построены в сентябре — октябре 1915 года.
Головной «Хунхуз», построенный первого сентября 1915 года, второго сентября передан 1-му Заамурскому железнодорожному батальону. По одному такому же бронепоезду получили 2-й и 3-й Заамурские и 2-й Сибирский железнодорожные батальоны. Они имели номера 2, 5 и 3.

## Устройство и экипаж

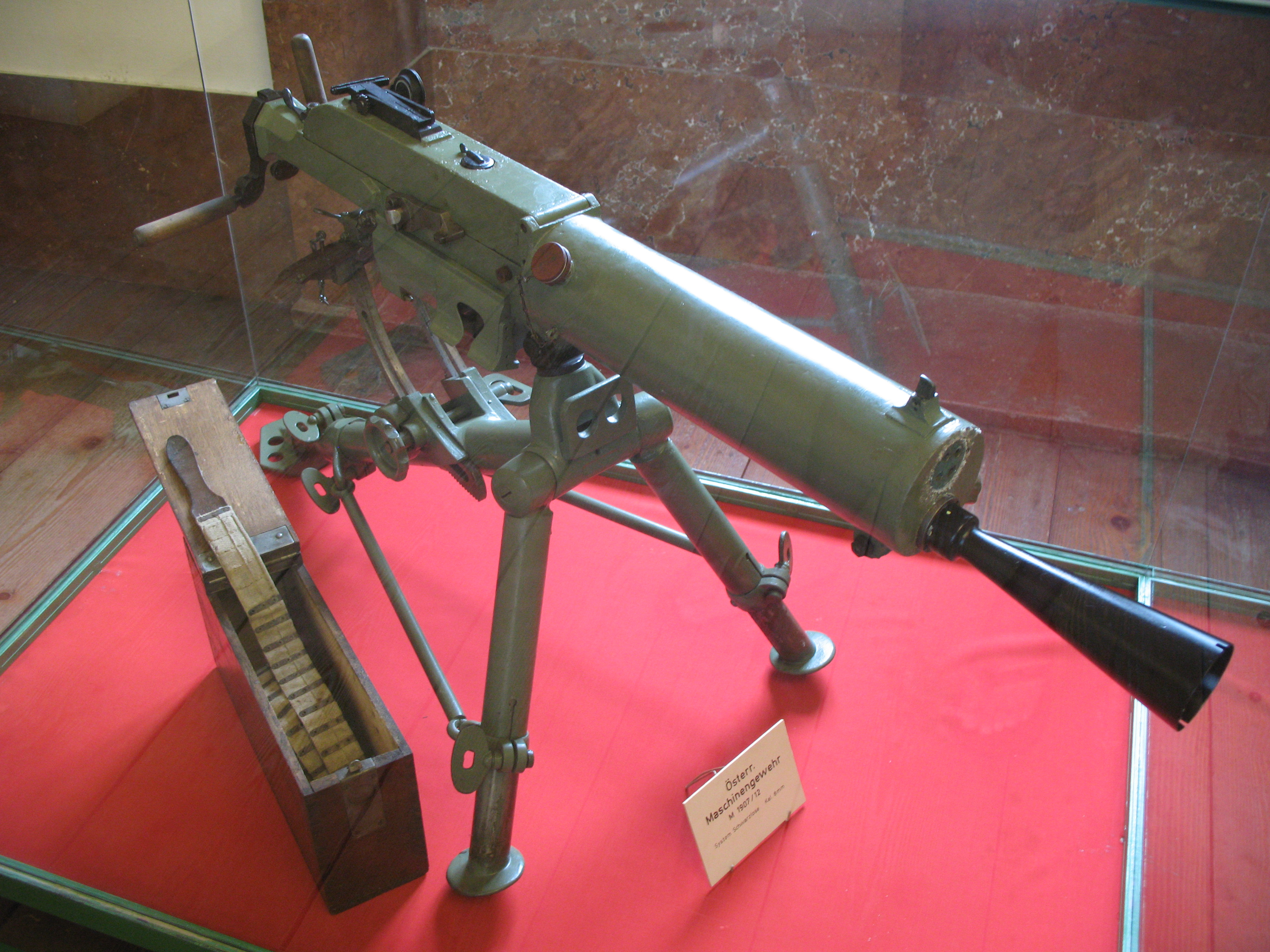
Австро-венгерский пулемёт Шварцлозе

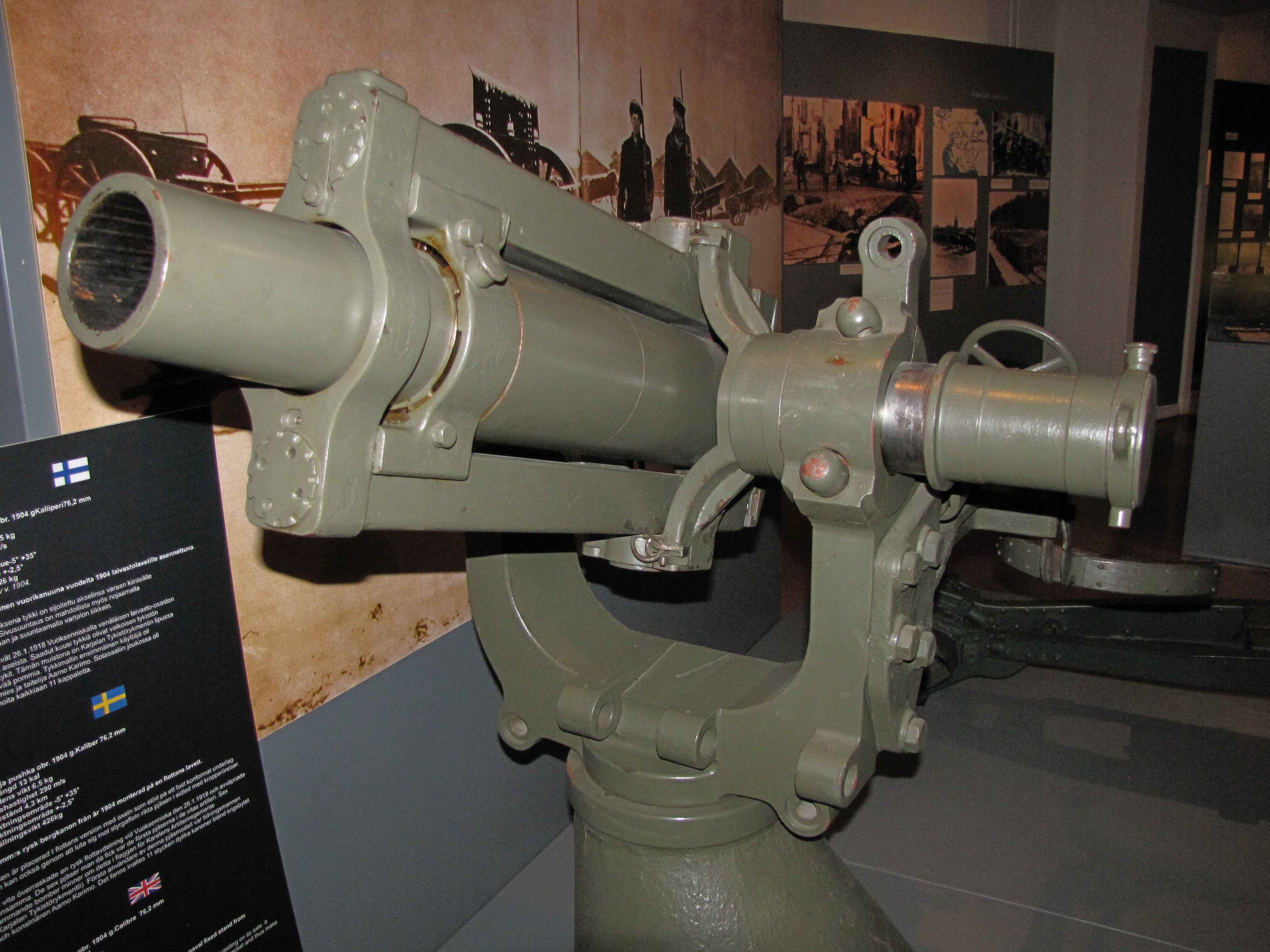
76-мм горная пушка образца 1904 года

«Генеральский бронепоезд» состоял из бронепаровоза на базе стандартного паровоза серии «О» (в обиходе «Овечки») и двух двухосных бронеплощадок. Толщина брони — 12-16 мм. Каждая бронеплощадка состояла из пулемётного каземата, в котором находились 12 трофейных австро-венгерских 8-мм пулемётов Шварцлозе и башни с трёхдюймовой (76,2-мм) горной пушкой образца 1904 года. Она была выбрана как основное вооружение из-за небольших размеров и массы для размещения на поворотной установке в передней части вагона. Угол обстрела пушки по горизонтали 220 градусов. Для связи с бронеплощадками электрическая (цветными лампочками) и рупорная сигнализация и звонковая связь.
Команда (экипаж) бронепоезда из командира и трёх взводов (пулеметного, артиллерийского и технического) — 94 человека, из них 4 офицера, которым создан относительный комфорт для боевой работы. Бронеплощадки с паровым отоплением, тепло- и шумоизоляцией — стенки обшиты 20-мм листами пробки и 6-мм фанерой. Командир бронепоезда в бою наблюдал и руководил экипажем из наблюдательной башенки на бронепаровозе.

## Бронепоезд «Хунхуз»
Девятого сентября 1915 года «Хунхуз» под командованием поручика Крапивникова убыл на фронт.
23 сентября получил первую боевую задачу — поддержать наступление 408-го пехотного полка 102-й пехотной дивизии. По прибытии к линии фронта разведали пути. Австро-Венгры даже не уничтожили или не привели в негодность железнодорожную ветку, идущую от русских позиций через передовую. Этим воспользовались русские командиры.
24 сентября 1915 года в предрассветном тумане бронепоезд подошел к линии австрийских окопов и открыл фланговый огонь из всех пулеметов и переднего орудия. После прорыва оборонительных рубежей противника и выхода бронепоезда ко второй линии вражеской обороны, противник пришел в себя и открыл ответный огонь. Продолжать движение вперед было невозможно — сошла с рельс контрольная платформа, попав передними колесами в австрийский ход сообщения, вовремя незамеченный экипажем. Вскоре австрийский снаряд разворотил железнодорожный путь позади состава.

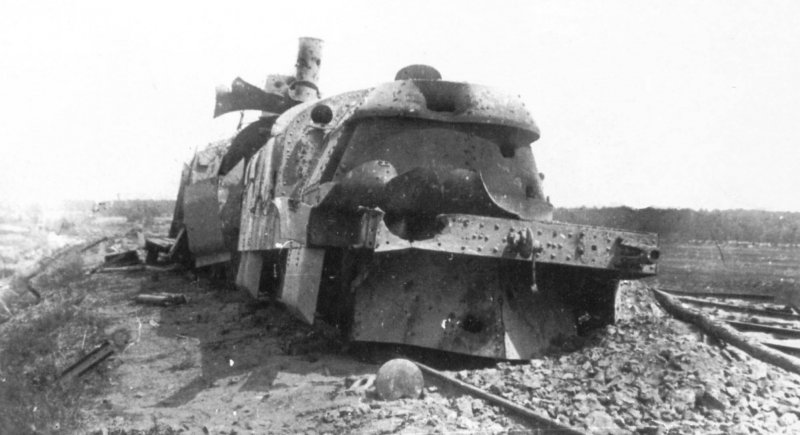
Разбитый «Хунхуз» у станции Рудочка (ныне Цумань), вид спереди. Лето 1916

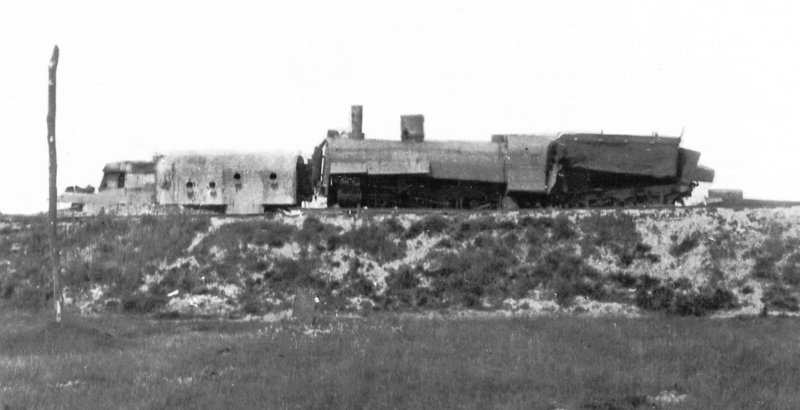
Разбитый «Хунхуз» у станции Рудочка слева. Лето 1916 года. Задняя бронеплощадка уже отцеплена и увезена русскими

Остановившийся бронепоезд представлял собой мишень для австрийских артиллеристов и вскоре один за другим три снаряда угодили в головную бронеплощадку, погибли командир артиллерийского взвода и четыре нижних чина, следующие снаряды разворотили кормовую площадку и пробили котел паровоза, окончательно лишив бронепоезд хода. Судьба русского бронепоезда была решена. Командир поручик Крапивников, тоже раненный, понимая безвыходность ситуации, отдал приказ команде покинуть состав и пробиваться к своим войскам.
Почти вся команда вернулась. Подбитый же бронепоезд остался на нейтральной полосе, где был до лета 1916 года. Его вернули во время наступления Юго-Западного фронта 1916 года. Но комиссия, осмотревшая его, пришла к выводу о невозможности восстановления бронепоезда и он пошел на слом.

## Бронепоезд № 2 → 2-й Сибирский бронированный поездРККА→ «Офицер»
Второй бронепоезд типа «Хунхуз» также построен в сентябре 1915 года и передан 2-му Заамурскому железнодорожному батальону. В конце 1915 года по сквозной системе нумерации бронепоездов Русской императорской Армии получил № 2. В начале 1916 года переброшен на Западный фронт и в начале марта участвовал в Нарочской операции.
В июне 1916 года вместе с бронепоездом № 3 возвратился на Юго-Западный фронт, где они активно действовали во время Брусиловского (Луцкого) прорыва (4-й Галицийской битвы) вместе с другими бронепоездами. Здесь вновь подтверждены их хорошие боевые качества.
Затем было годовое бездействие, в течение которого бронепоезда играли роль подвижных батарей, иногда обстреливая позиции противника.
Летом 1917 года, когда в Русской Армии стали создаваться «ударные части» («части смерти») — «ударники», команды «хунхузов» 1-го и 3-го Заамурских железнодорожных батальонов (весной 1917 года бронепоезд № 2 вошёл в 1-й Заамурский батальон) приняли резолюции о включении их в части «смерти» — «ударные части».

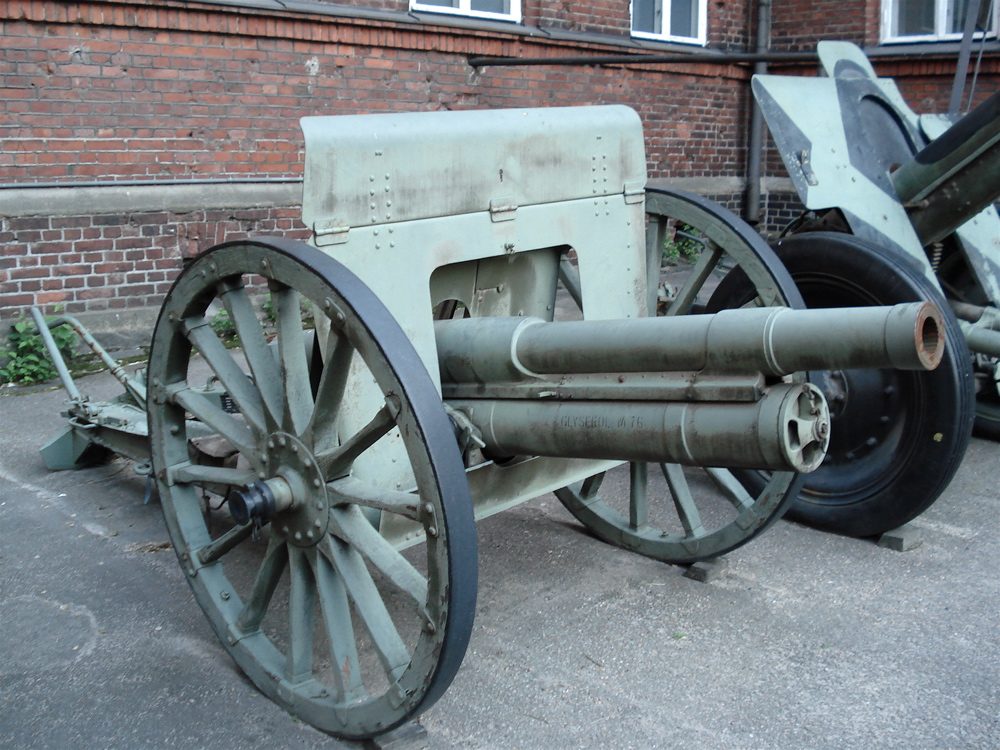
76,2-мм полевая пушка обр. 1902

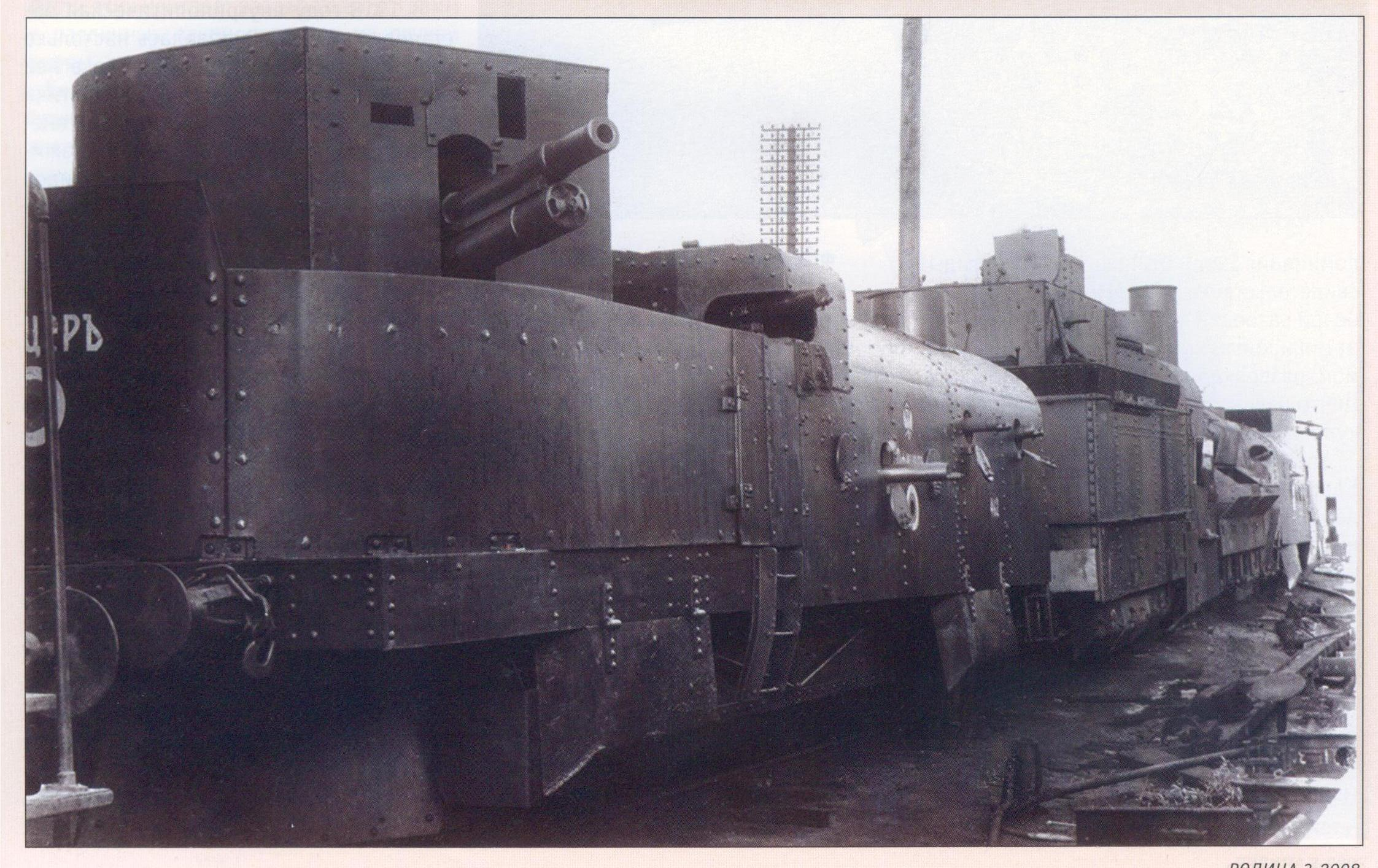
Бепо «Офицер». 1919. Ростов-н-Д

«Объявляя об этом, твердо верю, что бронепоезда „смерти“ 2-й Заамурской железнодорожной бригады явятся гордостью всех железнодорожных войск великой Русской Армии», — писал генерал Колобов подчиненным. Подтверждая это, экипажи бронепоездов № 2 и № 3 героически сражались во время июньского наступления Юго-Западного фронта. Затем, вместе с другими частями, не изменившими присяге и воинскому долгу, приняли на себя всю тяжесть германского контрнаступления в июле 1917 года.
Октябрьскую революцию 1917 года бронепоезд № 2 встретил, находясь в ремонте в Одесских железнодорожных мастерских. И сразу же «революционные власти» «приватизировали» его.
Бронепоезд № 2 достался Красной гвардии. Названный «2-й Сибирский бронированный поезд», он участвовал в боях на Украине, потом в Поволжье. В Поволжье в царицынских мастерских башни бронеплощадок заменили 76,2-мм полевыми пушками образца 1902 года, установленными открыто за штатными щитами, а на паровозе смонтировали бронированную башню для командира бронепоезда. В таком виде «2-й Сибирский» участвовал в боях при обороне Царицына осенью 1918 года. В начале 1919 года воевал против белых в Донбассе.
30 марта 1919 года у станции Хацепетовка «2-й Сибирский» встретился с бронепоездом Добровольческой армии «Офицер». Открыв огонь из единственной пушки с одного километра, белые первыми же шестью выстрелами вывели из строя паровоз и переднюю пушку «2-го Сибирского», после чего его экипаж оставил поезд. Захваченный бронепоезд отремонтировали на станции Грозный, где пушки поезда получили защиту в виде броневых полубашен, а паровоз переделали на жидкое топливо (нефть), и он стал называться «Офицер». С июля 1919 года бронепоезд активно участвовал в боях с красными под Харьковом, Курском, Ростовом-на-Дону и считался одним из лучших бронепоездов ВСЮР. Боевую службу «Офицер» закончил 12 марта 1920 года, когда был оставлен экипажем в Новороссийске при эвакуации соединений ВСЮР в Крым.

## Бронепоезд № 3 → «Слава Украины» → № 4 «Полупановцы» → «Орлик»

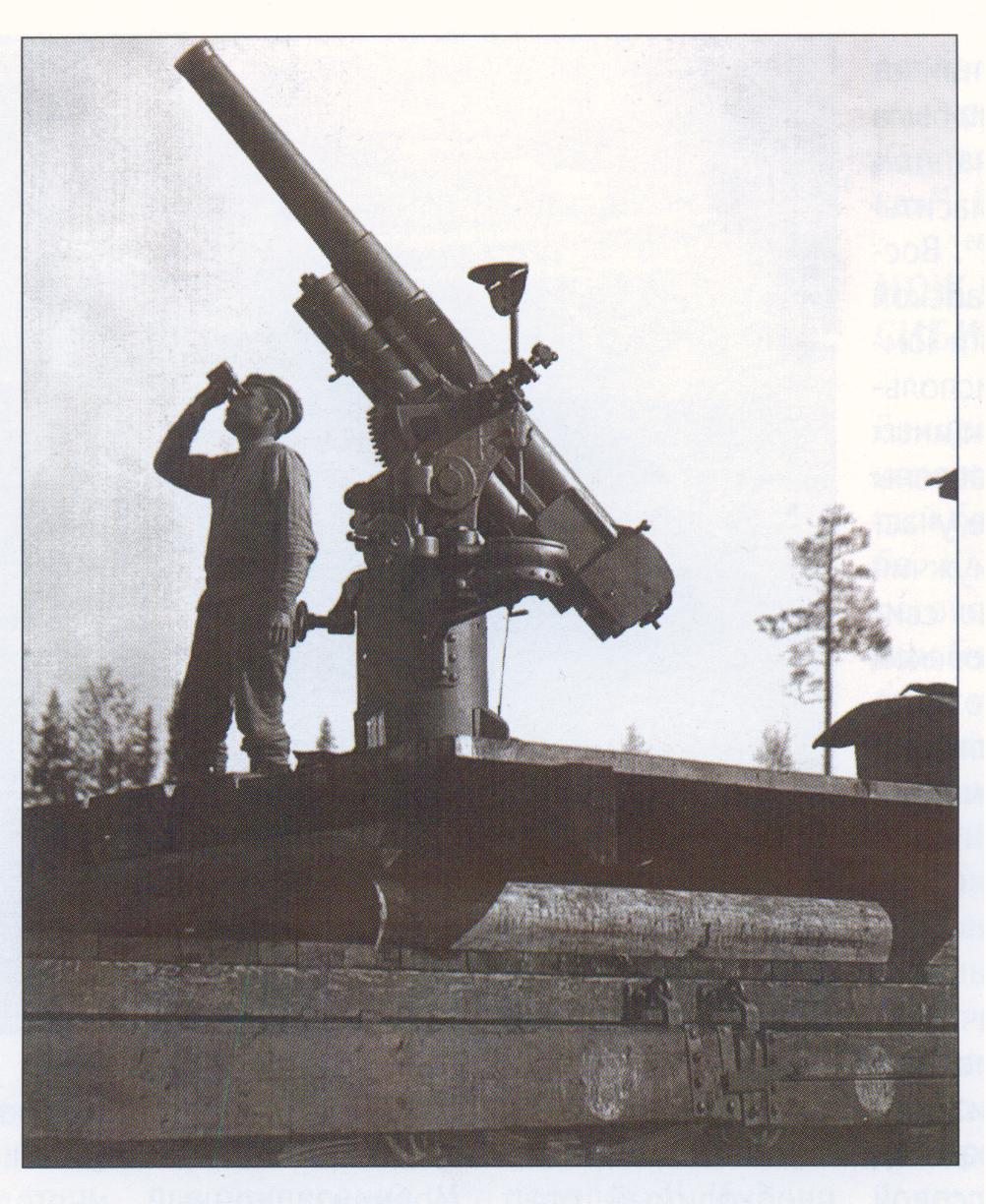
76-мм пушка Лендера обр. 15

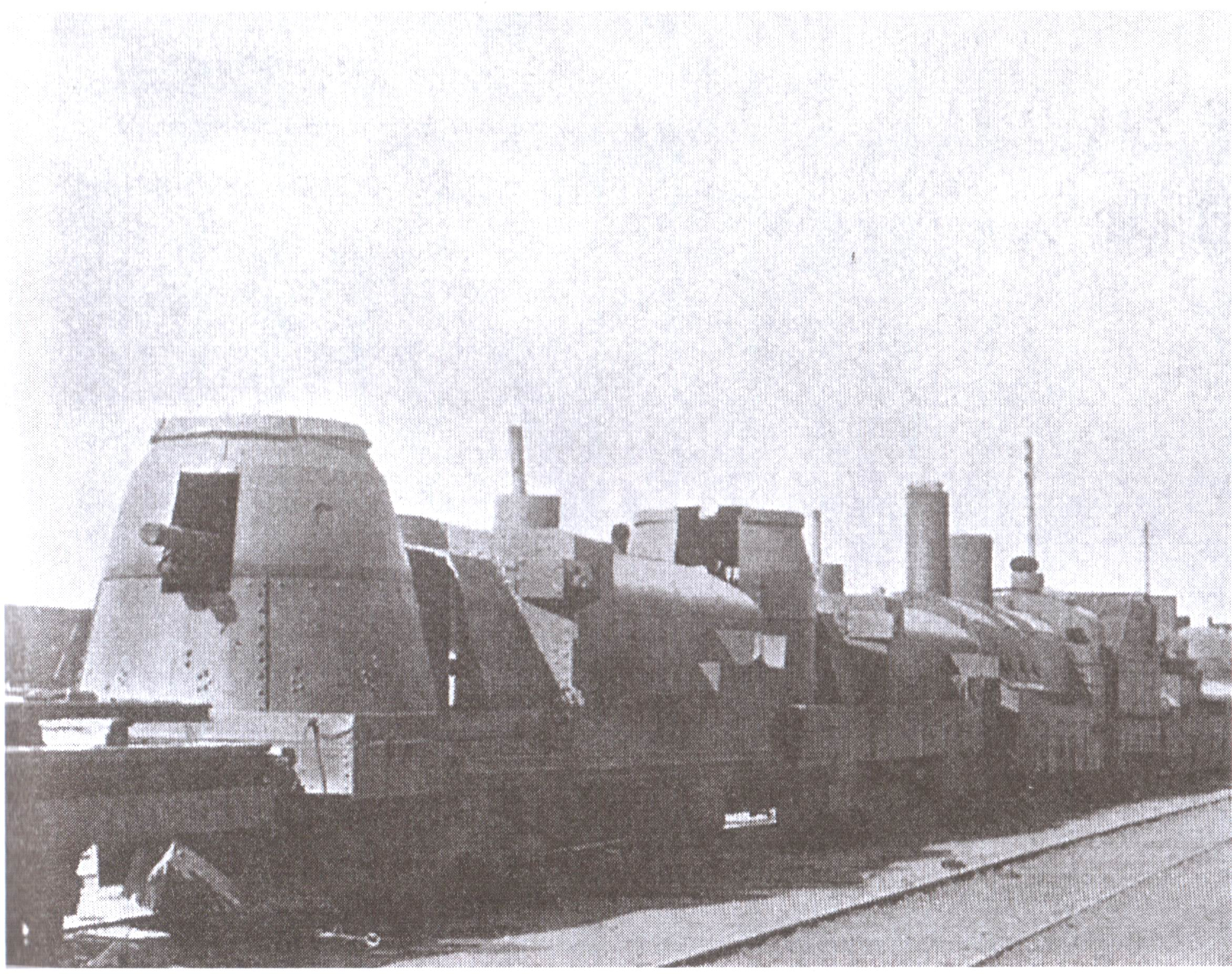
БП «Орлик». У первой 76-мм полев. пушки длиннее ствол, чем у 76-мм горных

Третий бронепоезд типа «Хунхуз» построен в сентябре — октябре 1915 года и передан 2-му Сибирскому железнодорожному батальону. В конце 1915 года по сквозной системе нумерации бронепоездов Русской императорской Армии получил войсковой № 3. В начале 1916 года переброшен на Западный фронт и начале марта участвовал в Нарочской операции.
В апреле 1916 года дворцовый комендант В. Н. Воейков, по личному приказанию Николая II, обратился к и. д. главного начальника военных сообщений генералу С. А. Ронжину с просьбой «предоставить чинам Собственного Его Величества железнодорожного полка возможность принять участие в боевых действиях, подобно тому, как принимают в них участие чины Конвоя Его Величества и чины Сводного Его Величества пехотного полка, для чего, выбрав один из бронепоездов, находящихся на участке наиболее оживленном в смысле деятельности поезда, временно передать его в эксплуатацию чинов Собственного железнодорожного полка».
23 апреля в распоряжение полка был выделен бронепоезд типа «Хунхуз» № 3, базировавшийся на станции Молодечно (командир броневого поезда штабс-капитан Кузьминский). В начале мая, после обучения команды, бронепоезд пришел в Минские мастерские, где прошел ремонт паровоза и перевооружение (на площадке водяного бака тендера была установлена вращающаяся броневая башню с 3-дюймовой горной пушкой образца 1909 года для стрельбы по наземным и воздушным целям).
В июне 1916 года вместе с бронепоездом № 2 возвратился на Юго-Западный фронт, где они активно действовали во время Брусиловского (Луцкого) прорыва (4-й Галицийской битвы) вместе с другими бронепоездами. Здесь вновь подтверждены их хорошие боевые качества.
Затем было годовое бездействие, в течение которого бронепоезда играли роль подвижных батарей, иногда обстреливая позиции противника.
Октябрьскую революцию 1917 года бронепоезд № 3 встретил, находясь в ремонте в Киеве. И сразу же новые власти «приватизировали» его.
Бронепоезд № 3 под названием «Слава Украины» включен в части Украинской центральной рады. Но уже 25 января 1918 года, при взятии Киева красными, бронепоезд захватил отряд черноморских моряков под командованием А. В. Полупанова. После ремонта бронепоезд, названный № 4 «Полупановцы» (или «Свобода или смерть!»), направили на помощь отрядам, действовавшим против румын. В двухдневных напряжённых боях 23 февраля и 1 марта красногвардейцы, поддержанные огнём бронепоезда, разбили королевские румынские войска под станцией Рыбница.
В начале марта 1918 года бронепоезд прибыл в Одессу. Здесь к нему прицепили мотоброневагон «Заамурец», вместе с которым он проделал дальнейший путь через всю Россию в Маньчжурию. Во время ремонта на Коломенском заводе в мае 1918 года одна бронеплощадка вместо разбитой установки 76-мм горной пушки образца 1904 года получила высокую цилиндрическую башню с 76,2-мм пушкой Лендера образца 1914/15 годов. Брошен при разгроме красных частей войсками генерала Каппеля и мятежными чехословаками на мосту близ Симбирска.
Чехословаки, захватив бронепоезд в июле 1918 года и переименовав его в «Oрлик», заменили орудийную установку второй площадки на коническую башню подобную коломенской, но с 76,2-мм полевой пушкой образца 1902 года.
После эвакуации чешского корпуса бронепоезд попадает в руки японских интервентов, а затем передан белым. В декабре 1921 года в составе армии генерала В. Молчанова участвует во взятии Хабаровска. При отступлении уведен в Харбин. В 1924 году вместе с войсками маршала Чжан Цзунчана в боях с частями Национально-революционной армии Китая, дальнейшая судьба неизвестна.

## Бронепоезд № 5 → «Сичевик» → «General Dowbor» → бронепоезд № 112РККА
Четвёртый бронепоезд типа «Хунхуз» построен в октябре 1915 года и передан 3-му Заамурскому железнодорожному батальону. В конце 1915 года по сквозной системе нумерации бронепоездов Русской императорской Армии получил № 5.
Со стабилизацией фронта в начале 1916 года отправлен на ремонт. В июне 1916 года вместе с бронепоездами № 2 и № 3 переброшен на Юго-Западный фронт, где они активно действовали во время Брусиловского (Луцкого) прорыва (4-й Галицийской битвы) вместе с другими бронепоездами. Здесь вновь подтверждены их хорошие боевые качества. «В ночь с 14 на 15 июля бронепоезд 3-го Заамурского железнодорожного батальона выезжал для обстрела противника, по удостоверению командира 11-го Псковского пехотного полка (Л.Л. Родцевич-Плотницкий), подразделения полка под прикрытием огня бронепоезда уже через 3/4 часа прорвали укрепления противника. В течение ночи бронепоезд 4 раза выезжал в бой, его технический взвод в это время работал по восстановлению и перешивке путей. 3-й пехотной дивизией начальнику поезда принесена благодарность».
Затем было годовое бездействие, в течение которого бронепоезда играли роль подвижных батарей, иногда обстреливая позиции противника.
Летом 1917 года, когда в Русской Армии стали создаваться «ударные части» («части смерти») — «ударники», команды «хунхузов» 1-го и 3-го Заамурских железнодорожных батальонов приняли резолюции о включении их в части «смерти» — «ударные части».
Октябрьскую революцию 1917 года бронепоезд № 5 встретил, находясь в ремонте в Одесских железнодорожных мастерских. И сразу же «революционные власти» «приватизировали» его.
Броневагоны бронепоезда 3-го Заамурского батальона в 1918 году вошли в украинский бронепоезд «Сичевик». Он участвовал в боях против отрядов Щорса, а летом 1919 года попал к польским легионерам и под названием «General Dowbor» («Генерал Довбор») вошёл в польскую армию. В августе 1920 года его захватили конники 1-й Конной армии под командованием Буденного. После ремонта, при котором бронеплощадки оснастили высокими цилиндрическими башнями на крышах, и стандартными пулеметными установками брянского типа, они некоторое время входили в бронепоезд № 112 Красной Армии.

## Оценка бронепоездов
Бронепоезда типа «Хунхуз» или типа 2-й Заамурской железнодорожной бригады — «Хунхуз», № 2, 3 и 5, разработанные в конце июня 1915 года и построенные в сентябре — октябре 1915 года, были одними из лучших бронепоездов Первой мировой войны по вооружению (по маневренности огня и толщине брони их немного превосходил только бронепоезд «Генерал Анненков»).
Также интересно то, что экипажу обеспечены относительно комфортные условия для боевой работы. Бронеплощадки с системой парового отопления, тепло- и шумоизоляцией — стенки обшиты 20-мм листами пробки и 6-мм листами фанеры, защищавших в некоторой мере от тяжелых в металлических закрытых помещениях для экипажа факторов — духоты летом, от которой даже были случаи потери сознания, и от соприкосновений с промороженным металлом зимой, при которых бывают случаи обморожения и даже «прилипания» влажных участков тела.

### Сноски
1. В день окончания постройки
2. ↑  В день окончания постройки
3. ↑  Горная пушка образца 1904 года имела меньшую силу отдачи и меньше действовала на конструкцию бронеплошадки. В то же время её меньшая максимальная дальность стрельбы, по сравнению с 76-мм полевой пушкой, не имела большого значения, так как бронепоезда вели огонь, в основном, прямой наводкой
4. ↑  Некоторое количество трофейных пулемётов Шварцлозе было переделано в мастерских Киевского артиллерийского завода и Петроградского артиллерийского завода под русский патрон 7,62×54 мм, чему способствовало конструктивное сходство австрийского и русского патронов. Переделанные пулемёты использовались в том числе для вооружения бронепоездов.Семен Федосеев. Пулеметы Русской армии в бою. — М.: Яуза, Эксмо, 2008. — 368 с. — ISBN 978-5-699-25634-1.
5. ↑  В сентябре 1915 года это бронепоезд № 3 типа «Хунхуз» 2-го Сибирского железнодорожного батальона, в 1918 году башни изменены и перевооружён другими пушками и из-за нехватки снарядов к редким к этому времени 76-мм горным пушкам образца 1904 года, в июле 1918 года захвачен чехословаками в Самаре
6. ↑  В 1918 году «2-й Сибирский бронированный поезд» РККА, 30 марта 1919 года захвачен «белыми» и назван бронепоезд «Офицер»
7. ↑  В 1920 году бронепоезд № 112 РККА. Смотрите раздел Список бронепоездов Красной Армии в Бронепоезда Красной Армии Гражданской войны